# フランティシェク・イーレク
フランティシェク・イーレク (チェコ語: František Jílek, 1913年5月22日 - 1993年9月16日) は、チェコの指揮者である。とくにレオシュ・ヤナーチェクの作品の解釈者としてよく知られている。

## 生涯
1913年、ブルノ生まれ。イーレクは、ヤロスラフ・クヴァピルの生徒としてピアノと作曲の勉強を始めた。その後、ブルノ音楽院のアントニーン・バラツカ (Antonin Balatka) とズデニェク・ハラバラ (Zdeněk Chalabala) のもとで指揮法を学んだ。1937年、プラハ音楽院のヴィーチェスラフ・ノヴァークのマスタークラスで教育を終えると、1938年から1949年までは、オストラヴァでオペラの指揮をした。
1952年にブルノ国立歌劇場の首席指揮者になり、以後25年間その地位にあった。その指揮者としての経歴において、イーレクはしばしばプラハ国民劇場のオーケストラやチェコ・フィルハーモニー管弦楽団、その他にも海外のオーケストラを指揮した。1978年、ブルノ国立フィルハーモニー管弦楽団の指揮者に就任した。

## 録音作品
イーレクはベドルジハ・スメタナとヤナーチェクのオペラ全作品の指揮を完成している。また、レパートリーの焦点はロシアとイタリアのオペラ作品にも及んでいた。ヤナーチェクやノヴァーク、ボフスラフ・マルティヌーの作品にみられるイーレクの解釈はチェコのレーベル、スプラフォンに残された録音で耳にすることができる。
ヤナーチェクのオペラ『イェヌーファ』の録音（1980年）は、Orphee d'Or de l'Academie National du Disque Lyrique (Prix Arturo Toscanini-Paul Vergnes)を受賞した  。

## 代表的な録音
- ズデニェク・フィビフ: 『メッシーナの花嫁』 CD. 11 1492-2 612 (Supraphon)[1]
- ヤナーチェク：『ブロウチェク氏の月への旅（英語版）』 CD. 11 2153-20612 (Supraphon)[2]
- ヤナーチェク：『運命 (en) 』CD. SU 0045-2 611 (Supraphon)[3]
- ヤナーチェク：『イェヌーファ』CD. SU 3869-2 612 (Supraphon)[4]
- ヤナーチェク： 『管弦楽作品集』 I.-III.CD. SU 3886-3888-2 031 (Supraphon)[5][6][7]